# Quijiliana
Quijiliana es una entidad de población española del municipio de Sorbas, perteneciente a la provincia de Almería, en la comunidad autónoma de Andalucía.

## Historia
Hacia mediados del siglo XIX, el lugar era referido como un caserío con huerta por entonces perteneciente al municipio de Senés. Aparece descrito en el decimotercer volumen del Diccionario geográfico-estadístico-histórico de España y sus posesiones de Ultramar de Pascual Madoz con las siguientes palabras:

QUIJILIANA: cas. con huerta en la prov. de Almería, part. jud. de Sorbas y térm. jurisd. de Senés.
(Madoz, 1849, p. 315)

En la actualidad, pertenece al municipio de Sorbas. En 2023, la entidad singular de población de Quijiliana, encuadrada dentro de la entidad colectiva de Demarcación de Góchar, tenía empadronados 11 habitantes, todos ellos en el núcleo de población de ese nombre.